# Kanton Elven
Der Kanton Elven war bis 2015 ein französischer Kanton im Arrondissement Vannes, im Département Morbihan in der Region Bretagne; sein Hauptort war Elven. Letzte Vertreterin im Generalrat des Départements war von 2011 bis 2015 Élodie Le Rohellec (DVG).

## Gemeinden
Der Kanton Elven umfasste sieben Gemeinden:
| Gemeinde       | Bretonisch | Einwohner (2022) | Fläche (km²) | Code postal | Code Insee |
| -------------- | ---------- | ---------------- | ------------ | ----------- | ---------- |
| Elven          | An Elven   | 6.543            | 64.05        | 56250       | 56053      |
| Monterblanc    | Sterwenn   | 3.342            | 25.41        | 56250       | 56137      |
| Saint-Nolff    | Sant-Nolf  | 3.952            | 25.92        | 56250       | 56231      |
| Sulniac        | Sulnieg    | 3.847            | 27.92        | 56250       | 56247      |
| Trédion        | Tredion    | 1.369            | 25.76        | 56250       | 56254      |
| Treffléan      | Trevlean   | 2.531            | 18.26        | 56250       | 56255      |
| La Vraie-Croix | Langroez   | 1.484            | 16.63        | 56250       | 56261      |
| Kanton         | An Elven   | 20.314           | 203.95       | -           | 5606       |

## Bevölkerungsentwicklung
| 1962  | 1968  | 1975  | 1982   | 1990   | 1999   | 2006   | 2012   |
| ----- | ----- | ----- | ------ | ------ | ------ | ------ | ------ |
| 7.807 | 8.277 | 9.881 | 11.803 | 13.991 | 14.420 | 17.606 | 20.314 |